# Manila (Arkansas)
Manila è una città degli Stati Uniti d'America situata nello Stato dell'Arkansas, nella Contea di Mississippi.